# Göksu, Mut
Göksu là một xã thuộc huyện Mut, tỉnh Mersin, Thổ Nhĩ Kỳ. Dân số thời điểm năm 2011 là 2.285 người.